# Victoria Bush
Victoria Bush es una actriz  y comediante británica, más conocida por haber interpretado a Tina O'Kane en la serie Bad Girls y a Sonya Donnegan en la serie británica Waterloo Road.

## Biografía
Se entrenó en el "Mountview Academy of Theatre Arts".

## Carrera
Es miembro del dúo de comedia "Checkly & Bush" junto a la actriz Laura Checkley.
En 2001 se unió al elenco principal de la tercera temporada de la serie Bad Girls, donde dio vida a la criminal Tina Purvis-O'Kane hasta el final de la serie en 2006.
En 2012 se unió al elenco principal de la serie Waterloo Road, donde interpreta a la secretaria Sonya Donnegan hasta ahora.

## Filmografía

### Series de televisión
| Año         | Título        | Personaje      | Notas        |
| ----------- | ------------- | -------------- | ------------ |
| 2012 - 2015 | Waterloo Road | Sonya Donnegan | 62 episodios |
| 2001 - 2006 | Bad Girls     | Tina O'Kane    | 73 episodios |

### Películas
| Año  | Título            | Personaje | Notas |
| ---- | ----------------- | --------- | --- |
| 2012 | Undead Apocalypse | Zombie    | junto a Christopher Diaz, Joe Coffey, Sophia Koshmer, Thomas Bekkers, Tyler Lipman., Kaleigh Baugh & Vincent DeMarco |

### Apariciones
| Año  | Programa                     | Notas                                                |
| ---- | ---------------------------- | ---------------------------------------------------- |
| 2013 | Let's Dance for Comic Relief | episodio # 5.2 - concursante                         |
| 2007 | The Weakest Link             | episodio "Celebrity Couples Edition 2" - concursante |